# 大塚朝之
大塚 朝之（おおつか ともゆき、1981年9月22日 - ）は、日本の実業家。猿田彦珈琲株式会社創業者、代表取締役。

## 略歴・人物
1981年、東京都に生まれる。法政第一中学校へと進学し、「演劇コンクール」に所属。そこでの活動の折、周囲の教員や友人から勧められたこともあって、俳優を志望するようになる。同級生の母親の経営するプロダクションに入り、本格的な演劇指導を受けた。
中学校を卒業後、法政大学第二高校を経て、法政大学文学部哲学科へと進学。大学在学中は哲学科の安孫信子教授のゼミに所属したが、教授の助言を受け、俳優になることを諦めて借金をして事業を立ち上げることを決断した。
2004年に大学を卒業し、炭火焙煎珈琲工房『南蛮屋』下高井戸店に勤務した後、コーヒーマイスターの資格を取得。2011年に東京都恵比寿に「猿田彦珈琲」第一号を開店し、2015年には二号店である「アトリエ仙川」、続々と店舗を拡大していった。

## テレビ番組
- 日経スペシャル カンブリア宮殿 スタバ1強時代に立ち向かう 猿田彦珈琲 新戦略の舞台裏！（2021年11月4日、テレビ東京）- 猿田彦珈琲 代表として出演[3]。

## 書籍

### 著書
- 『たった一杯で、幸せになる珈琲 10時間でマスター！猿田彦珈琲の家コーヒー入門』（2016年12月1日、KADOKAWA）ISBN 9784047314931